# سید اکینز
سید اکینز (انگلیسی: Sid Akins؛ زادهٔ ۱۴ نوامبر ۱۹۶۲) بازیکن بیس‌بال اهل ایالات متحده آمریکا است.
وی در مسابقات کشوری و بین‌المللی در مجموع برندهٔ ۱ مدال نقره شده‌است.